# Riding Giants
Riding Giants ist ein Dokumentarfilm von Stacy Peralta aus dem Jahr 2004. Er beginnt bei den Ursprüngen des Surfens und konzentriert sich in der Folge vor allem auf das Big-Wave-Surfen. Es spielen die bekannten Surfer Laird Hamilton, Jeff Clark und Surfpioniere wie Greg Noll oder Mickey Munoz in dem Film mit.

## Handlung
Riding Giants beginnt mit einem historischen Überblick über das Surfen und seinen Anfängen auf Hawaii. Der Hauptfokus liegt allerdings beim Big Wave Surfen, das in den 1950er Jahren an der Waimea Bay entstand, hin zur Entwicklung leichterer Boards und Techniken wie dem Tow-in surfing, welches es erst ermöglichte die Giganten zu reiten (Riding giants). Da es dafür mehrere Generationen von Surfern brauchte, werden in dem Film stellvertretend 3 Surfer näher vorgestellt. Greg Noll, in den 1950er und 1960er Jahren einer der ersten Big Wave Surfer der Welt, Jeff Clark, der die Mavericks-Welle in Nordkalifornien entdeckte und dort viele Jahre völlig allein surfte, sowie Laird Hamilton beim Tow-in in der Welle von Teahupoʻo.

## Produktion
Stacy Peralta wurde mit seinem Dokumentarfilm Dogtown and Z-Boys (2001) bekannt, der sich mit dem Aufstieg des Skateboardings, dessen integraler Bestandteil er selber war, befasst. Der französische Produzent Franck Marty wählte ihn aus um eine neue Art von Dokumentarfilm über das Big Wave Surfen zu drehen. Peralta begründete sein primäres Anliegen einer solchen Surf-Dokumentation damit, selbst so einen Film sehen zu wollen und das er hoffe mit diesem Film eine Antwort auf die Frage zu liefern warum manche Menschen ihr gesamtes Leben danach streben, Wellen zu reiten.
Riding Giants benutzt Bilder, Archivmaterial, „nachgestelltes“ Material, private Filme und Interviews. Zu den interviewten Surfern gehören Jeff Clark, Laird Hamilton, Dave Kalama, Gerry Lopez, Greg Noll, und Kelly Slater.

## Soundtrack
Auf dem Soundtrack sind folgende Bands zu hören:
Basement Jaxx, David Bowie, Link Wray, Dick Dale, Doves, Fila Brazillia, Bill Haley & His Comets, The Hives, Linkin Park, John Mayall, Moby, Pearl Jam, The Ruts, Screamin’ Jay Hawkins, Soundgarden, The Stray Cats, Alice in Chains, Erik Satie und The Waterboys.

## Auszeichnungen
Riding Giants war der erste Dokumentarfilm, der das Sundance Festival eröffnet hat.
- 2004: A.C.E. Eddie Award für den am besten geschnittenen Dokumentarfilm.